# Thargelia tranquilla
Thargelia tranquilla là một loài bướm đêm trong họ Noctuidae.